# Куигли, Линнея
Линнея Куигли (англ. Linnea Quigley, род. 27 мая 1958) — американская модель и актриса, наиболее известная как «королева крика» в фильмах категории «Б».

## Биография
Линнея Барбара Куигли родилась 27 мая 1958 года в Давенпорте, Айова, в семье психолога Хиза Куигли и его жены Дороти. В конце 1970-х годов она переехала в Лос-Анджелес, чтобы исполнить свою мечту — стать актрисой. Она быстро нашла себе работу в кино, снявшись в последующих годах более чем в 100 фильмах. Наибольшей популярности она достигла за свои роли в многочисленных фильмах ужасов, среди которых «Возвращение живых мертвецов» (1985), «Орудие убийства» (1989) и некоторые другие. Линнея трижды снялась обнажённой для журнала «Playboy» — в 1985 и дважды в 1990 году. Она также несколько раз появлялась обнажённой и на большом экране («Возвращение живых мертвецов»).
Линнея является автором двух книг о своей карьере в фильмах ужасов: «Chainsaw» и «I’m Screaming as Fast as I Can». Куигли также является членом организации Люди за этичное обращение с животными, где задействована в программе «Дамский салат», обучающей вегетарианскому образу жизни. В начале 1990-х Линнея решила стать офицером полиции, и даже прошла для этого письменный тест, но в итоге передумала и продолжила актёрскую карьеру.
В 1990 году Линнея вышла замуж за постановщика спецэффектов Стива Джонсона, с которым познакомилась на съёмках фильма «Ночь демонов». Брак продлился всего два года. В 2001 году Линнея переехала во Флориду, чтобы быть ближе к родителям, которые обосновались там после ухода её отца на пенсию.

## Избранная фильмография
| Год  |    | Русское название                        | Оригинальное название                         | Роль                         |
| ---- | -- | --------------------------------------- | --------------------------------------------- | ---------------------------- |
| 1978 | ф  | Смертельный спорт                       | Deathsport                                    | куртизанка                   |
| 1979 | ф  | Не приближайся к парку                  | Don't Go Near the Park                        | мать Бонди                   |
| 1981 | ф  | День окончания школы                    | Graduation Day                                | Долорес                      |
| 1981 | ф  | Укуренные 3                             | Nice Dreams                                   | вторая блондинка             |
| 1983 | ф  | Укуренные в хлам                        | Still Smokin                                  | блондинка в сауне            |
| 1983 | ф  | Молодые воины                           | Young Warriors                                | Джинджер                     |
| 1984 | ф  | Тихая ночь, смертельная ночь            | Silent Night, Deadly Night                    | Дениз                        |
| 1985 | ф  | Возвращение живых мертвецов             | The Return of the Living Dead                 | Трэш                         |
| 1987 | ф  | Крипозоиды                              | Creepozoids                                   | Бьянка                       |
| 1988 | ф  | Ночь демонов                            | Night of the Demons                           | Сюзанн                       |
| 1988 | ф  | Мёртвый полицейский                     | Dead Heat                                     | зомби-танцовщица гоу-гоу     |
| 1988 | ф  | Кошмар на улице Вязов 4: Повелитель сна | A Nightmare on Elm Street 4: The Dream Master | душа в груди Фредди          |
| 1989 | ф  | Доктор с чужой планеты                  | Dr. Alien                                     | вторая рокерша               |
| 1989 | ф  | Ловушка для ведьм                       | Witchtrap                                     | Джинджер Ковольски           |
| 1991 | ф  | Гайвер                                  | Guyver                                        | королева крика               |
| 1992 | ф  | Кровь невинных                          | Innocent Blood                                | медсестра                    |
| 1993 | ф  | Адская месть-2. Кровавые крылья         | Pumpkinhead II: Blood Wings                   | Надин                        |
| 1993 | ф  | Небесные куколки                        | Beach Babes from Beyond                       | Салли                        |
| 1995 | тф | Крысиные похороны по Брэму Стокеру      | Burial Of The Rats                            | женщина-крыса                |
| 1996 | ф  | Экран-убийца                            | Fatal Frames                                  | Уэнди Уильямс                |
| 1998 | ф  | Фантомы                                 | Phantoms                                      | женщина в номере 204         |
| 1998 | ф  | Буги бой                                | Boogie Boy                                    | Гретчен                      |
| 1998 | в  | Мэри-Куки и тарантул-убийца             | Mari-Cookie and the Killer Tarantula          | Тери                         |
| 1999 | в  | Колобос                                 | Kolobos                                       | Дороти                       |
| 1999 | ф  | Бей в кость                             | Play It to the Bone                           | проститутка с передозировкой |
| 2009 | ф  | Ночь демонов                            | Night of the Demons                           | балерина                     |